# 単身赴任
単身赴任（たんしんふにん）とは、労働の形態の一つ。政府統計では、単身配偶者又は扶養親族がいる人が、転勤に伴い単身で住居を移すことと定義されている。単身赴任をしている人は単身赴任者と言う。
夫だけでなく、妻が単身赴任もしくは、子供がいなければ別居ということも有り得る。
家族と別れて暮らすため、家族の生活に障害を来す場合があり、転勤命令を受けたことで退職をして他組織に転職や起業をする者も居る。